# Beuda
Beuda és un municipi de la comarca de la Garrotxa, a les comarques gironines, situat a un vessant del massís del Mont, al nord de Besalú. El municipi té les entitats de població de Beuda, Lligordà, Palera i Segueró, que eren parròquies i pobles independents fins al 1845. Lligordà i Palera, però, no tenen nucli de població significatiu, i tenen un poblament disseminat.
Els principals recursos econòmics de la població són l'agricultura de secà (vinya, oliveres i cereals, la trilogia mediterrània), la ramaderia bovina, ovina i porcina, les pedreres d'alabastre i granit, i la fàbrica de paper. Una carretera local comunica el municipi amb Besalú.

## Geografia
- Llista de topònims de Beuda (Orografia: muntanyes, serres, collades, indrets..; hidrografia: rius, fonts...; edificis: cases, masies, esglésies, etc).

| Entitat de població | Habitants (2023) |
| Beuda               | 87               |
| Segueró             | 65               |
| Lligordà            | 34               |
| Palera              | 16               |
| Font: Idescat       |                  |

## Llocs d'interès

### Castells
Al terme de Segueró, a dalt de tot de la muntanya, a l'est del Mont, hi ha el Castell de Falgars, una torre d'origen romà. A la plana, al mateix terme, hi ha la casa forta anomenada Castell de Segueró. Al terme de Beuda, més a ponent, hi ha les restes del Castellot, un castell medieval al cim d'un roquer amb una torre rodona. També hi ha un castell de construcció gòtica amb una torre quadrada al pla, el Castell Nou del Pla.

### Masies
El Noguer de Segueró, al terme del poble de Segueró, és una masia del Segle XVIII amb la façana plena d'esgrafiats. Una altra masia del mateix terme és Falgars, als contraforts de llevant de la muntanya del Mont.

### Esglésies
Els quatre pobles d'aquest municipi tenen esglésies de gran valor artístic als seus termes:
- Beuda
  - Església de Sant Feliu de Beuda. Romànica. Segle XI.
  - Sant Miquel de Coma Roure, bastida sobre una altra d'anterior, a dalt de la muntanya del mateix nom.
- Palera
  - Monestir del Sant Sepulcre de Palera. Romànic del segle xi, d'un antic priorat benedictí, de tres naus, la central amb volta de canó i les laterals amb voltes de quart de cercle. Campanar de cadireta.
  - Església de Santa Maria de Palera. Segle XII.
- Lligordà
  - Església de Sant Pere de Lligordà. Romànica. Segle XII.
- Segueró
  - Església de Santa Llúcia
  - Església de Santa Maria de Segueró. Segle XI, té una talla d'alabastre policromat de la Mare de Déu del segle xiv.

### Cims i accidents geogràfics
- Rocabertí (cim)

## Demografia
| 1497 f | 1515 f | 1553 f | 1717 | 1787 | 1857 | 1877 | 1887 | 1900 | 1910 |
| ------ | ------ | ------ | ---- | ---- | ---- | ---- | ---- | ---- | ---- |
| 51     | 49     | 51     | 183  | 262  | 839  | 689  | 662  | 620  | 612  |

| 1920 | 1930 | 1940 | 1950 | 1960 | 1970 | 1981 | 1990 | 1992 | 1994 |
| ---- | ---- | ---- | ---- | ---- | ---- | ---- | ---- | ---- | ---- |
| 584  | 558  | 499  | 428  | 380  | 191  | 107  | 112  | 131  | 131  |

| 1996 | 1998 | 2000 | 2002 | 2004 | 2006 | 2008 | 2010 | 2012 | 2014 |
| ---- | ---- | ---- | ---- | ---- | ---- | ---- | ---- | ---- | ---- |
| 120  | 130  | 133  | 139  | 146  | 164  | 158  | 161  | 170  | 200  |

| 2016 | 2018 | 2020 | 2022 | 2024 | 2026 | 2028 | 2030 | 2032 | 2034 |
| ---- | ---- | ---- | ---- | ---- | ---- | ---- | ---- | ---- | ---- |
| 199  | 187  | 186  | 202  | 204  | -    | -    | -    | -    | -    |

## Educació
Les escoles públiques que hi havia a Beuda, obertes a mitjans del Segle XIX, es van tancar el 1968.